# Pastor Bonus
La constitució apostòlica Pastor Bonus, promulgada pel papa Joan Pau II el 28 de juny de 1988, és el text legislatiu que regula la composició i competències dels diferents departaments (coneguts en la terminologia canònica com dicasteris) i organismes de la Cúria Romana. El nom del document prové de les dues primeres paraules del text original en llatí que en català es tradueix com «El bon Pastor».

## Contingut
La Pastor Bonus s'emmarca en la història de la Cúria Romana com una de les grans reformes esdevingudes a aquesta institució, i el seu objectiu és ajudar al Romà Pontífex, al govern de l'Església catòlica. Les altres grans reformes de la cúria són: la reforma de Gregori VII a mitjan segle xi, la de Sixt V el 1588, la de Pius X el 1908 i la de Pau VI el 1967. La Constitució Apostòlica comença ja des de l'íncipit a esmentar la raó de ser del document, la ministerialitat del papa i dels bisbes. El document té nou capítols.
En el primer capítol, Joan Pau II, desenvolupa les normes generals dels diferents dicasteris de la cúria romana. A partir del segon capítol, la constitució integra les normes particulars. En el segon capítol parla de la Secretaria d'Estat de la Santa Seu, en el tercer capítol sobre les congregacions, i la cambra sobre els tribunals. En el cinquè sobre els consells pontificis, en el sisè sobre les oficines, en el setè sobre altres institucions de la Cúria Romana, en el vuitè sobre els advocats i en el novè sobre altres institucions vinculades a la Santa Seu.

## Conseqüències
La carta apostòlica estipula certs canvis de la Cúria Romana, entre aquests es parla de la reintegració del Consell per als Assumptes Públics de l'Església en la Secretaria d'Estat, com la secció per a les Relacions amb els Estats. El Consell per als Assumptes Públics de l'Església havia estat prèviament una secció de la Secretaria d'Estat, però Pau VI el 1967 li havia convertit en un dicasteri independent.
La constitució també va obrir la participació en els dicasterios per a sacerdots, diáconos, religiosos i laics. Durant segles, només els cardenals van ser elegibles per ser membres dels òrgans de la Santa Seu, però el Papa Pablo VI va obrir la participació en els bisbes diocesans. La Pastor Bonus va continuar l'obertura del govern central de l'Església per permetre als representants de tots els fidels tenir un paper en la Cúria Romana.